# Camponotus universitatis
Camponotus universitatis é uma espécie de formiga da família Formicidae. Pode ser encontrada na Albânia, Espanha, França, Alemanha e Suíça.

## Modo de vida
As formigas C. universitatis vivem em formigueiros de outras espécies, nomeadamente a Camponotus aethiops e a Camponotus pilicornis, sendo as obreiras da C. universitatis substancialmente mais pequenas do que a das espécies hospedeiras. Ao que se sabe, as C. universitatis não matam as rainhas da espécie hospedeira; no entanto, há pelo menos um registo de um caso em que a rainha hospedeira tinha uma antena cortada, o que poderá ser indicativo de um comportamento similar ao presente noutras espécies de formigas (como a Doronomyrmex goesswaldi), em que a rainha da espécie parasita corta as antenas da rainha da espécie hospedeira, levando indiretamente à sua morte por não conseguir comunicar com as obreiras.